# Шапел лез Ерлемон
Шапел лез Ерлемон (на френски: Chapelle-lez-Herlaimont) е селище в Югозападна Белгия, окръг Шарлероа на провинция Ено. Населението му е около 14 000 души (2006).